# Scholenfleth
Scholenfleth (auch: Scholdenfleth oder Scolenvlet) war der Name eines alten holsteinischen Adelsgeschlechts. Das Wappen ist nicht bekannt.

## Geschichte
Die Scholenfleths waren ein ritterliches Adelsgeschlecht und traten mehrfach in Urkunden der Schauenburgischen Landesherren auf. Sie standen in Beziehung zu den Rittern von Haseldorf. Im Jahre 1325 taucht der Name erstmals auf und 1350 wird ein Bertram von Scholenfleth als Vogt der Hatzburg erstmals in einer Urkunde erwähnt, im selben Jahr kommt auch ein Albert Scolenvlet in einer niederdeutschen Urkunde vor. Eine Urkunde von 1369 nennt noch ein weiteres Mitglied der Familie, den Knappen Albert Scholdenvleth. Bis 1387 tauchen noch drei weitere Brüder Johann, Marquard und Bertram, genannt Scotelet in verschiedene Urkunden auf. Nach 1400 verliert sich jede Spur der Adelsfamilie in Holstein, danach taucht der Name in Preußen wieder auf, wo die Familie vermutlich im 15. Jahrhundert ausstarb. Heute erinnert nur noch ein Straßenname in Haseldorf an das ehemalige Adelsgeschlecht.